# Abfallnachweisverordnung
Die Abfallnachweisverordnung ist eine österreichische Verordnung aus dem Jahr 2003. Sie wurde aufgrund des § 23 Abs 3 Abfallwirtschaftsgesetz 2002 vom Bundesminister für Land- und Forstwirtschaft erlassen und im BGBl II Nr 618/2003 veröffentlicht.

## Abfallnachweisverordnung 2003

### Nicht gefährliche Abfälle / Allgemeine Aufzeichnungspflichten
Jeder Abfallbesitzer hat grundsätzlich Aufzeichnungen über Art, Menge, Herkunft und Verbleib von Abfällen, getrennt für jedes Kalenderjahr, zu führen. Die Aufzeichnungen können sowohl physisch als auch elektronisch geführt werden. Für Deponien gibt es Sonderbestimmungen. Beispielsweise ist nach der Deponieverordnung der jeweilige Einbauort der Charge aufzuzeichnen und sind Listen über Rückstellproben (samt Analysedaten) sowie zurückgewiesene Chargen zu führen.
In den Aufzeichnungen ist nicht nur die Abfallbezeichnung, sondern auch der Abfallcode bzw. die Abfallschlüsselnummer einschließlich allfälliger Spezifizierungen anzugeben. Dies soll eine eindeutige Zuordnung der Aufzeichnungen zu bestimmten Abfallfraktionen ermöglichen.
Für Abfallersterzeuger – also solche juristischen oder natürlichen Personen, bei denen Abfälle erstmals anfallen – die Siedlungsabfälle erzeugen, die in der Folge über die kommunale Schiene entsorgt werden (oder hinsichtlicher derer ein nachweislicher Entsorgungsvertrag besteht) bestehen Vereinfachungen.
Abfallersterzeuger, bei denen mindestens 200 Liter Altöl pro Jahr oder sonstige gefährliche Abfälle wiederkehrend anfallen, haben diesen Umstand dem Landeshauptmann des Hauptsitzes des Unternehmens anzuzeigen. Früher teilte der Landeshauptmann eine sogenannte Ersterzeugernummer zu. Nunmehr sollten sich Abfallersterzeuger selbst in einem von der Umweltbundesamt GmbH im Auftrag des Bundesministeriums für Land- und Forstwirtschaft, Umwelt und Wasserwirtschaft geführten digitalen Register eintragen (ERAS mit EDM-System). Abfallsammler und -behandler (berufsrechtliche Zulassung nach §§ 24 und 25 Abfallwirtschaftsgesetz 2002) bzw. Anlagenbetreiber (vergleiche §§ 37, 52 und 54 AWG 2002) haben sich zwingend selbst zu registrieren.
Nach erfolgter, zweistufiger Registrierung erhält der Abfallerzeuger eine 13-stellige Nummer zugeteilt. Diese Nummer basiert grundsätzlich auf dem EAN-System und ist nicht „selbstsprechend“ wie das alte Nummernsystem. Es kann anhand der Nummer nur noch festgestellt werden, dass es sich um einen in Österreich ansässigen Sammler, Behandler oder Ersterzeuger handelt. Die jeweilige Kategorie bzw. das Ursprungsbundesland kann hingegen nicht mehr aus der Nummer abgelesen werden.
Für innerbetriebliche Behandlungen, den Transport zwischen verschiedenen Standorten des gleichen Werkes (Werksverkehr) und (behördliche) Sofortmaßnahmen (z. B. bei einem Tankwagenunfall fällt mineralölkontaminiertes Erdreich an) gibt es Sonderbestimmungen.

### Gefährliche Abfälle
Bis zum vollständigen Inkrafttreten der Abfallnachweisverordnung 2003 „begleitete“ gefährliche Abfälle bei der innerstaatlichen Verbringung (zum Beispiel Transport vom Anfallsort zum Entsorgungsbetrieb) ein zirka DIN A 5 großes Begleitscheinbündel, das im Durchschreibesystem funktionierte. Diese Begleitscheinformulare (Bündel) waren fortlaufend nummeriert und es gab eine Nummer österreichweit nur einmal. Anhand der Nummer konnte im elektronischen Begleitscheinsystem somit ohne weitere Eingaben sofort der Stofffluss nachvollzogen werden.
Die Begleitscheine dürfen nicht mit „Zetteln“ oder „Begleitpapieren“ nach den Vorschriften über den Transport von Gefahrstoffen (zum Beispiel ADR-Übereinkommen) verwechselt werden. Beim gemeinschaftlichen- bzw. außergemeinschaftlichen Transport sind zusätzlich die Bestimmungen der EG-Verbringungsverordnung anzuwenden und entweder die in Art 11 genannten Angaben schriftlich mitzuführen (zum Beispiel erweiterter Lieferschein) oder es muss der – nach den jeweiligen, komplizierten Vorschriften ausgefüllten und behördlich in einem oder in beiden Staaten freigegebenen – Notifizierungsbogen die Ladung begleiten.

#### Aktuelles Begleitscheinsystem
Seit 1. April 2004 entfällt das Durchschreibeverfahren im Begleitscheinwesen. Seither ist ein Begleitscheinformular gemäß Anlage 2 der Verordnung zu verwenden. Ein vom Vordruck abweichendes Transportpapier kann als Begleitschein verwendet werden, wenn sichergestellt ist, dass der Übernehmer die Begleitscheindaten elektronisch an den Landeshauptmann meldet.
Jeder Abfallbesitzer muss nun also selbst das DIN A 4 Formular ausfüllen und in vierfacher Ausfertigung ausdrucken. Wichtig ist, dass nun bei jedem Abfallbesitzer (zum Beispiel dem Abfallersterzeuger) pro Kalenderjahr die Nummerierung neu beginnt. Die Begleitscheinnummer darf zwar nach § 5 Abs 3 Abfallnachweisverordnung nur einmal verwendet werden, doch gilt dies nur für den jeweiligen Aussteller. Österreichweit gibt es jedoch zum Beispiel zehntausend Begleitscheine mit der Nr 1/2006! Dies ist ein wesentlicher Unterschied zum alten System. Das sonstige Handling ist jedoch praktisch ident mit dem alten System.
Da das Begleitscheinsystem für nicht dauernd damit Beschäftigte relativ kompliziert und unhandlich ist, ist es branchenüblich, dass der Übernehmer, sofern es sich um einen zugelassenen Entsorgungsbetrieb handelt, den Begleitschein ausfüllt und dem Übergeber zur Unterfertigung vorlegt. An der rechtlichen Verantwortung des Übergebers hinsichtlich der gemachten Angaben ändert dieser Service freilich nichts. Als Erleichterung wurde eingeführt, dass nun der Übernehmer dem Begleitschein eine Nummer zuweisen kann, sofern dies der Übergeber noch nicht getan hat. Dies ist insbesondere im niederschwelligen Entsorgungsbereich (z. B. Kleinpraxen, Kleingewerbe, Mittelbetriebler ohne laufenden Anfall gefährlicher Abfälle) eine große Erleichterung.

##### Ablauf
Je Abfallart ist ein gesonderter Begleitschein auszufüllen. Der Begleitschein besteht – wie früher – aus vier Ausfertigungen. Grund hierfür ist das weitere Procedere mit den einzelnen Bogen:
Eine vollständig ausgefüllte Original muss (letztendlich) an den Landeshauptmann übermittelt werden und dient der Erfassung im EDM-Portal des BMLFUW. Ein weiteres, vollständig ausgefülltes Formular erhält (letztendlich) der ursprüngliche Übergeber für seine eigene Nachweispflicht (Nr. 3). Beide Übermittlungen erfolgen durch den Übernehmer!
Abschrift Nr. 1, in der (theoretisch) nur die Rubriken Abfallart, Übergeber und Transporteur eingetragen sind verbleibt beim Übergeber und dient seinem Nachweis solange Abschrift Nr. 3 noch nicht bei ihm eingetroffen ist. Abschrift Nr. 2 verbleibt beim Übernehmer und dient diesem als Nachweis. Der Transporteur erhält keinen Begleitschein, sondern hat diesen im Original beim Transport mitzuführen. Sollten in Einzelfällen mehrere Transporteure auftreten, so sind die Angaben im Feld Bemerkungen zu machen.